# Díaz Vélez (subte de Buenos Aires)
Díaz Vélez será una futura estación de la línea I de la red de subterráneos de la Ciudad de Buenos Aires.
Se prevé su construcción en la intersección de la Avenida Dr. Honorio Pueyrredón y la Avenida Díaz Vélez